# Obvious Child
Obvious Child ist ein mehrfach ausgezeichneter US-amerikanischer Independent-Film und das Spielfilmdebüt der Regisseurin Gillian Robespierre aus dem Jahr 2014. Er wurde auf dem Filmplakat als „romantische Abtreibungskomödie“ (abortion-themed rom-com) angekündigt und von Richard Corliss vom Time-Magazine mit ähnlichen Filmen verglichen und als „die Abtreibungskomödie“ bestätigt.

## Handlung
Nach einem Auftritt in ihrem Comedy-Club Donna Stern, in dem Stern tiefe Einsichten in ihr Intimleben gewährt, macht ihr Freund Schluss mit ihr. Er sei ab sofort mit ihrer Freundin zusammen. Donna verträgt die Nachricht schlecht, betrinkt sich und hinterlässt ihrem Ex-Freund verstörende Nachrichten auf dem Anrufbeantworter. Ebenfalls in der Bar anwesend ist Max. Er hat Donnas Auftritt verpasst. Donna und Max verstehen sich auf Anhieb und haben einen One-Night-Stand miteinander.
Einige Wochen später findet Donna heraus, dass sie schwanger ist. In einer Klinik für geplante Elternschaft wird ihr mitgeteilt, dass die einzigen verfügbaren Termine für eine Abtreibung der Geburtstag ihrer Mutter und der Valentinstag sind. Donna wählt den Valentinstag.
Max bemüht sich hartnäckig darum, Donna wiederzusehen. So kommt er in die Buchhandlung, in der sie arbeitet. Donna schlägt eine Einladung zum Essen aus. Durch Zufall sehen sie sich in der Wohnung ihrer Mutter wieder. Denn die ist Max‘ ehemalige Professorin. Donna nimmt jetzt seine Einladung an. Sie ist fest entschlossen, ihm von ihrer Schwangerschaft und der bevorstehenden Abtreibung zu erzählen. Als er jedoch eine Bemerkung darüber macht hat, dass er eines Tages Großvater werden möchte, verliert sie den Mut.
Max kommt zu Donnas Comedy-Show. Wieder verpasst er ihren Auftritt, muss aber miterleben, wie Donna mit ihrem Kollegen Sam in ein Taxi steigt. Nach einem missglückten Abend voller aufdringlicher Avancen durch Sam, findet Donna Zuflucht bei ihrer Mutter und erzählt ihr von der bevorstehenden Abtreibung. Ihre Mutter findet tröstende Worte, war sie doch selbst vor Donnas Geburt einmal in einer ähnlichen Situation.
Donna bereut es, Max vor den Kopf abgewiesen zu haben und gesteht ihm mehreren Sprüchen auf dem Anrufbeantworter ihre Gefühle für ihn. Sie lädt ihn zu ihrem nächsten Auftritt ein. Als er tatsächlich erscheint, muss er miterleben, wie sie dem Publikum von ihrer Schwangerschaft und der geplanten Abtreibung erzählt. Er verlässt den Club.
Als sich Donna mit ihrer Freundin Nellie am Valentinstag zur Klinik aufmacht, steht er plötzlich mit einem Strauß Blumen vor ihr. Er fragt, ob er sie zu ihrem Eingriff begleiten kann. Er versichert ihr, dass er nicht gleich morgen Großvater werden wollte, sondern damit eine ferne Zukunft meinte. Nach der Abtreibung nimmt Max Donna mit zu sich nach Hause, wo er ihr Tee macht, und dann schauen sie sich gemeinsam Vom Winde verweht an.

## Hintergrund
Obvious Child war bereits der Titel eines Kurzfilms, den das Filmteam um Gillian Robespierre mit Jenny Slate in der Hauptrolle 2009 produzierte. Ziel war es laut Robespierre, dem gängigen Bild von Frauen, die sich in Kinofilmen für eine Abtreibung entscheiden und diese Entscheidung zurücknehmen oder später bereuen, ein positives Bild entgegenzusetzen, indem die betroffene Frau zu ihrer Entscheidung steht. Der Erfolg des Kurzfilms ermutigte Robespierre, den Stoff auf Spielfilmlänge zu interpretieren. Gemeinsam mit Karen Maine und der Produzentin des Films Elisabeth Holm schrieb sie das Drehbuch, das sich weitgehend am Original orientiert. Eine der Änderungen betrifft den Beruf der Hauptfigur, die wie Jenny Slate selbst auch, Comedian ist.
Finanziert wurde der Film durch eine Reihe privater Geldgeber und durch kleinere Filmförderungen wie die Organisation Rooftop Films, das Tribeca Film Institute und die San Francisco Film Society. Über ein Crowdfunding auf der Plattform Kickstarter konnten 37.214 Dollar für Postproduktion, Festival-Verschickung und Bewerbung des bereits editierten Filmes eingeworben werden.

## Rezeption
Die Kinoauswertung in den USA, Großbritannien und Neuseeland erzielte Gesamtbruttoeinnahmen von 3 325 417 Dollar in der Erstauswertung. Im Spiegel der Kritik wurde Obvious Child auf der Website Rotten Tomatos zu 90 % positiv bewertet mit durchschnittlich 7.3 von 10 möglichen Punkten. Diese Hochrechnung beruht auf 168 Filmkritiken von auf der Website anerkannten Rezensenten.
Jordan Hoffman von The Times of Israel meint, man wisse bereits in den ersten Minuten, ob man diesen Film mag oder nicht. Denn schon unter dem Vorspann höre man die Mischung aus Körperfunktions-Humor und jüdischem Witz einer der Stand-up-Nummern der Titelfigur Donna Stern. Hoffman schreibt weiter: „Streng religiöse Typen mögen mich verurteilen, aber meiner Meinung nach hat Robespierre diesen Pro-Choice-, Pro-Mischehe-Film im Boden jüdischer Werte verwurzelt. Donna Stern ist eine moderne Variante des klassischen, forschenden Intellektuellen. Trotz einiger Änderungen sind ihre Werte und die Liebe zur Familie eher traditionell.“
Arielle Bernstein von The Rumpus zählt Donna Stern zu einem Typ Frau, den sie „Lady Neurotic“ nennt. Das sei die dominierende Darstellung von Frauen der Generation Y in Serien wie Girls und New Girl oder dem Film Brautalarm: „Wie es bei vielen weiblichen Neurotikern der Fall ist, ist sie oft die Pointe ihrer eigenen Witze, sowohl in geplanten Sketchen als auch in Momenten, in denen sie sich Alkoholexzessen hingibt und ihre Stand-up-Nummern nutzt, um ihre Gefühle gegenüber einer Menge Fremder auszuschütten. […] Die Millennial-Frau lebt in ständiger Angst vor Enthüllungen und geht damit um, indem sie zuerst alles entblößt.“ Bernstein findet die Allgegenwart der „Lady Neurotics“ in gewisser Weise bizarr. Denn es gäbe „viele Millennial-Frauen, die erstaunliche, kraftvolle und interessante Dinge tun, bei denen es nicht darum geht, sich verloren zu fühlen und nach Brooklyn zu ziehen.“
Alex Heeney von Seventh Row stellt fest, dass Obvious Child sich weniger mit der Entscheidungsfindung für oder gegen eine Abtreibung beschäftigt, als vielmehr mit den Ereignissen, die nach einer solchen Entscheidung folgen. Das Problem der Behandlungskosten für Menschen ohne Krankenversicherung werde im Film zwar angerissen, aber nicht weiterverfolgt. Auch fände Heeney es schade, wenn die Message des Filmes so verstanden würde, dass Abtreibungen nur im Falle der Hauptfigur Donna Stern aufgrund deren offensichtlicher Kindhaftigkeit (als titelgebendes „obvious child“) akzeptabel wären und nicht auch im Falle reiferer, finanziell abgesicherter Frauen.
Mehrere Rezensenten bemerken die für Independent-Filme verhältnismäßig allgemein gehaltene Persönlichkeit der männlichen Hauptrolle Max. Für Ren Jender von Bitch Flicks ist die wiederholt als WASP bezeichnete Filmfigur „eher eine Fantasie des perfekten Mannes als eine Figur.“ Patrick Gamble von Cinevue schreibt: „Indem Max‘ Beteiligung eingeschränkt und er zu einer gesichtslosen Präsenz in einem Film voller Charisma und Exzentrizität gemacht wird, haben wir einen Film, der es fast schafft, die geschlechtsspezifische Voreingenommenheit des westlichen Kinos in ihr Gegenteil zu verkehren, ohne dabei einseitig oder militant zu wirken.“
In der Lebensrechtsbewegung und in der konservativen Presse wurde der Film kritisiert und sogar als „offensichtliche Propaganda“ bezeichnet. Jillian Kay Melchior vom National Review schrieb: „[Der Film] Obvious Child ist verwerflich, weil er durch geschmacklosen und unsubtilen Humor etwas trivialisiert, das für Pro-Choice- und Pro-Life-Frauen gleichermaßen von großer Bedeutung ist.“ Kyle Smith von der New York Post hingegen geht auf das Thema Abtreibung nicht ein. Der Film sei nicht schrecklich „wegen seiner Vorliebe für Schmutz (jede Szene scheint in einer trüben, mit Graffiti beschmierten Studententoilette zu spielen) oder der absichtlichen Hässlichkeit der Fotografie“, sondern weil er einfach nicht lustig sei. Ein Hauch von Verzweiflung liege über allem, was Hauptdarstellerin Slate tue: „Sie scheint verzweifelt zu sein, unsere Aufmerksamkeit mit unanständigem Humor zu erregen, und später dann verzweifelt niedlich, wenn sie kindliche Gesichter zieht, während sie ihren Ex verfolgt. […] Ich habe Mitleid mit ihr, und Mitleid ist der Tod für die Komödie.“

## Auszeichnungen
Obvious Child wurde nach seiner Uraufführung am 17. Januar 2014 auf dem Sundance Film Festival auf zahlreichen weiteren Filmfestivals gezeigt und mit Preisen ausgezeichnet. Jenny Slate erhielt auf dem Sundance Film Festival und beim Critics’ Choice Movie Award 2015 jeweils den Preis als beste Schauspielerin in einer Komödie, ebenso wie Preise auf dem Newport Beach Festival und dem Santa Barbara International Film Festival. Produzentin Elisabeth Holm gewann auf Sundance den Red Crown Producer’s Award. Regisseurin Gillian Robespierre wurde sowohl für das beste adaptierte Drehbuch ausgezeichnet (Kansas City Film Critics Circle Awards), als auch in der Kategorie Best Directorial Debüt beim National Board of Review Awards. Das National Board of Review Awards zählt Obvious Child außerdem zu den zehn besten unabhängig produzierten Filmen des Jahres 2014.